# Cwi Mersik
Cwi (Hirsz) Mersik (ur. 1916, zm. 28 stycznia 1943 w Białymstoku) – polski działacz konspiracji żydowskiej w trakcie II wojny światowej, współorganizator Podziemnego Archiwum Getta Białostockiego (znanego również jako Archiwum Mersika-Tenenbauma).

## Życiorys
Pochodził z Mielnicy. Był wychowankiem organizacji He-Chaluc Ha-Cair. Po wybuchu II wojny światowej znalazł się w sowieckiej strefie okupacyjnej, gdzie działał w podziemiu chalucowym, głównie w Wilnie. Do Białegostoku przybył po wybuchu wojny niemiecko-sowieckiej w 1941 roku. W getcie białostockim wskrzesił kibuc Tel Chaj, a także był sekretarzem w Radzie Aprowizacyjnej. Należał do organizatorów Podziemnego Archiwum Getta Białostockiego współpracując w tym zakresie z Mordechajem Tenenbaumem.
W styczniu 1943 roku zachorował na tyfus plamisty, którym zaraził się prawdopodobnie w trakcie kontaktu z uchodźcami od których zbierał relacje do archiwum. Zmarł 28 stycznia 1943 roku.
Pośmiertnie został odznaczony w 1949 roku Złotym Krzyżem Zasługi, za wybitny udział w walce konspiracyjnej i partyzanckiej z okupantem hitlerowskim.